# Emblyna chitina
Emblyna chitina är en spindelart som först beskrevs av Chamberlin och Willis J. Gertsch 1958.  Emblyna chitina ingår i släktet Emblyna och familjen kardarspindlar. Inga underarter finns listade i Catalogue of Life.